# Cen-Тропе
«Cen-Тропе» — третий сольный альбом российского рэп-исполнителя Slim’a, вышедший 20 августа 2012 года. В альбом вошло шестнадцать треков. В отличие от прошлых альбомов исполнителя, в этом почти нет гостевых участий. Диск дебютировал на втором месте российского чарта продаж.

## Общая информация
- Продажи альбома начались на сервисе Trava.ru[6].
- Альбом на физическом носителе впервые можно было приобрести во время автограф-сессии в концертном зале Техномолл «Горбушкин двор» 20 августа 2012 года[7].
- В данный момент на песни «Девочка»[8], «Наведение Резкости»[9]  «Вэлкам Ту Центропе»[10], «Шлягер» и «Мимими» сняты клипы.
- Созданием логотипа занималась Ксения Flowahdesign, ранее делавшая обложки к сборникам из серии «Hip-Hop для Гурманов».

## Список композиций
| №   | Название                         | Текст песни | Музыка           | Длительность |
| --- | -------------------------------- | ----------- | ---------------- | ------------ |
| 1.  | «Чёрное Зеркало»                 | Slim        | Slim, 4ma        | 4:14         |
| 2.  | «Ласковый Мишка»                 | Slim        | Slim             | 3:02         |
| 3.  | «Не Умею Петь»                   | Slim        | Slim, 4ma        | 3:34         |
| 4.  | «Девочка»                        | Slim        | Slim             | 3:49         |
| 5.  | «Шлягер»                         | Slim        | Slim             | 4:21         |
| 6.  | «Наведение Резкости»             | Slim        | Пушкин prod.     | 3:52         |
| 7.  | «Дед Мороз»                      | Slim        | IzzaBeatzz       | 4:00         |
| 8.  | «20 Августа»                     | Slim        | Slim             | 3:38         |
| 9.  | «Падают Звёзды»                  | Slim        | Андрей Попов     | 3:39         |
| 10. | «Мимими»                         | Slim        | Slim             | 3:51         |
| 11. | «Водолаз»                        | Slim        | Барбитурный      | 3:42         |
| 12. | «Надо Успокоиться (feat. Птаха)» | Slim, Птаха | Erzo             | 3:34         |
| 13. | «Пришла Весна»                   | Slim        | Slim             | 2:37         |
| 14. | «Тихий Омут»                     | Slim        | DJ Nik-One, Slim | 3:27         |
| 15. | «Вэлкам ту Центропе»             | Slim        | Wet Beatz        | 1:45         |

| №   | Название                                      | Текст песни     | Музыка     | Длительность |
| --- | --------------------------------------------- | --------------- | ---------- | ------------ |
| 16. | «Новелла (feat. Костя Бес)» (короткая версия) | Slim, Костя Бес | Композитор | 3:56         |

## Участники записи
- Сведение: «Recordie Rec.» (1-15), IgnatBeatz (16)
- Мастеринг: Santo at famefabric studio / Mannheim, Germany & at Studio 46 / Vienna, Austria
- Фото: Павел Бойченко
- Дизайн Обложки: ИЛ «Бюро идей»